# Preem Palver
Preem Palver Isaac Asimov Alapítvány-Birodalom-Robot univerzumának egyik szereplője, a Második Alapítvány c. regényben szerepel és említik több más írásban is.
Preem Palver a Második Alapítvány huszadik Első Szólója volt. Ezt a tisztségét A.K. 351-től töltötte be. A mentalisták Alapítványának legkiemelkedőbb vezetője. Nagyrészt ő dolgozta ki és kivitelezte azt a tervet, mely az Öszvér által a Seldon-tervnek okozott károkat volt hivatva helyrehozni. Személyesen utazott a Kalganra, mint kereskedő, és ő felügyelt Arkady Darellre Trantori tartózkodása idején.
A későbbi időkben Palvert úgy emlegetik, mint a valaha élt legjobb pszichohistorikust – természetesen csak Hari Seldon után – és a Második Alapítvány legerősebb kezű vezetőjét. Személye példakép, egyfajta ideális mentalistának tekintik.
Valószínűleg Wanda Seldonnak, Hari Seldon unokájának valamint Stettin Palvernek, Seldon egykori testőrének és a Második Alapítvány első Első Szólójának leszármazottja. (Ennek ellenére nem állhat rokoni kapcsolatban Hari Seldonnal, mivel Wanda apja, Raych csak fogadott fiú volt.)